# Valdivia (Colombia)
Valdivia è un comune della Colombia facente parte del dipartimento di Antioquia.
Il centro abitato venne fondato da Braulio Berrío, Luis María Cuartas e Pío Claudio Gutiérrez nel 1879, mentre l'istituzione del comune è del 1912.